# Free Four
"Free Four" er en sang af Pink Floyd fra albummet Obscured by Clouds. Nummeret er skrevet og sunget af Roger Waters.
| Musik | Spire Denne musikartikel er en spire som bør udbygges. Du er velkommen til at hjælpe Wikipedia ved at udvide den. |